# 후지와라노 안시
후지와라노 안시/야스코(일본어: 藤原 安子 ふじわら の あんし/やすこ[*], 927년 (엔초 5년) - 964년 6월 11일 (오와 4년 4월 20일))는 우대신 후지와라노 모로스케의 장녀이다. 어머니는 무사시노카미 후지와라노 츠네쿠니의 딸 세이시이다. 62대 무라카미 천황의 중궁이다. 63대 레이제이 천황, 64대 엔유 천황, 타메히라 친왕, 쇼시 내친왕, 호시 내친왕, 시시 (스케코) 내친왕, 센시 (노부코) 내친왕 등의 생모이다. 동복형제로는 코레타다, 카네미치, 카네이에, 타다키미, 토우시 (나리코) (시게아키 친왕비), 츠네쿠니의 셋째 딸 (미나모토노 타카아키라의 전처, 토시카타의 생모), 후시 (후코) (레이제이 천황 뇨고) 등이 있다. 그녀를 중심으로 한 후궁은 화려하고 아름답기 그지 없었고, 아버지 츠네쿠니의 권세의 원인이 되었다.

## 생애
덴교 3년 (940년) 4월 19일, 나리아키라 친왕 (훗날의 무라카미 천황)과 결혼하였다. 황거 히교샤(飛香舎)에서 혼례를 올렸다. 덴교 7년 (944년), 나리아키라 친왕이 동궁에 들어가게 되자, 황태자비가 되었다. 덴교 8년 (945년), 종5위상의 위계를 받았다. 덴교 9년 (946년), 종4위하로 승격되고, 나리아키라 친왕이 무라카미 천황으로 즉위하자, 종3위 뇨고가 되어 쇼요샤에 거처를 하사받았다 (후의 히교샤). 덴랴쿠 4년 (950년) 5월 24일, 2황자 노리히라 친왕 (후의 레이제이 천황)을 출산, 생후 2개월 만에 황태자로 세우게 되었다. 덴랴쿠 10년 (956년), 종2위로 승격, 덴토쿠 2년 (958년) 10월 27일, 중궁에 책립되었다. 그러나 덴토쿠 4년 (960년) 3월, 백부인 산위 오키카타가, 5월에는 아버지 우대신 모로스케가 사망하는 등, 불행을 겪었다. 오와 4년 (964년), 센시 내친왕을 출산 후, 얼마 지나지 않아 토노모료에서 향년 38세의 나이로 사망하였다. 이후, 고호 4년 (967년) 11월, 레이제이 천황 즉위로 황태후에, 안나 2년 (969년) 8월 25일, 엔유 천황 즉위로 태황태후로 추증되었다.
무라카미 천황 즉위 전에 입내한 최초의 비이자, 황태자 노리히라 친왕을 비롯하여 왕비 중 가장 많은 3남 4녀를 두었다는 점에서 천황에게 매우 총애를 받았다. 그러나 『대경』에 의하면, 매우 질투가 많은 성격으로, 후에 천황의 총애를 받은 센요덴 뇨고 호우시(요시코) (안시(야스코)의 사촌)의 모습을 엿볼 때에는 너무 아름다움에 질투하기 어려워, 벽구멍으로 토기 조각을 던지는 폭거에 나왔다고 한다. 게다가 그것에 화가 난 천황이 안시(야스코)의 형제들에게 근신을 명하자, 천황에게 가서 따져 끝내 철회시켜버렸다니, 반말로서도 성미가 강한 여성이었던 것 같고, 또한 황태자의 생모로서의 그녀의 영향력 크기를 짐작할 수 있다. 또한 이 토기 던지기 일화는 오카노 레이코의 만화 『음양사』에도 등장한다. 또한 엔유 천황도 어머니인 안시(야스코)를 사후에도 사모한 것으로 알려져, 관백 후지와라노 코레타다의 사후에는 코레타다가 죽은 후 셋째 동생 후지와라노 카네이에의 관백 취임이 유력시되었으나, 둘재 동생 후지와라노 카네미치가 생전에 안시(야스코)가 쓴 "관백은 형제순으로"라는 서신을 보여주자, 곧바로 카네미치를 다음의 관백으로 삼았다는 고사 (『대경』, 다만 이 사건의 경위를 상세히 적은 『친신경기』 (덴로쿠 3년 11월 26일조)에는 그녀의 유명이 있었음을 기록할 뿐, 내용은 기록되지 않았다)나 동모형제의 시시 내친왕이나 타메히라 친왕이 일품에 서위된 (다만, 타메히라의 서임은 엔유 양위 후) 것은 엔유가 돌아가신 어머니를 대신해 동모형제를 감싸려는 의욕의 표현으로 달려져 있다. 쿠리야마 케이코는 안시(야스코)의 유명의 내용을 코레타다나 카네이에의 비호된 레이제이 이외의 황자녀 후견을 중궁 곤다이부이기도 한 카네미치에게 의뢰한 것이었을 것으로 추측하고, 그 결과로 성장한 엔유가 자신의 유일한 후견이 된 카네미치를 관백을 맡겼을 것으로 추측하고 있다.
안시(야스코) 자신은 젊은 나이에 죽었지만, 안시(야스코) 소생인 레이제이 천황, 엔유 천황의 즉위는 쿠죠류 섭관가 발전의 밑바탕이 되었고, 이윽고 안시(야스코)의 조카 미치나가를 정점으로 하는 전성기에 이르게 된다.
능묘는 우지능 (교토부 우지시 코하타나카무라)이다.